# Waltheria belizensis
Waltheria belizensis är en malvaväxtart som beskrevs av J.G.Saunders. Waltheria belizensis ingår i släktet Waltheria och familjen malvaväxter. Inga underarter finns listade i Catalogue of Life.